# Bothrops fonsecai
Bothrops fonsecai är en ormart som beskrevs av Hoge och Belluomini 1959. Bothrops fonsecai ingår i släktet Bothrops och familjen huggormar. Inga underarter finns listade.
Arten förekommer i östra Brasilien i delstaterna São Paulo, Rio de Janeiro, Minas Gerais. Honor lägger inga ägg utan föder levande ungar.